# Largusoperla billwymani

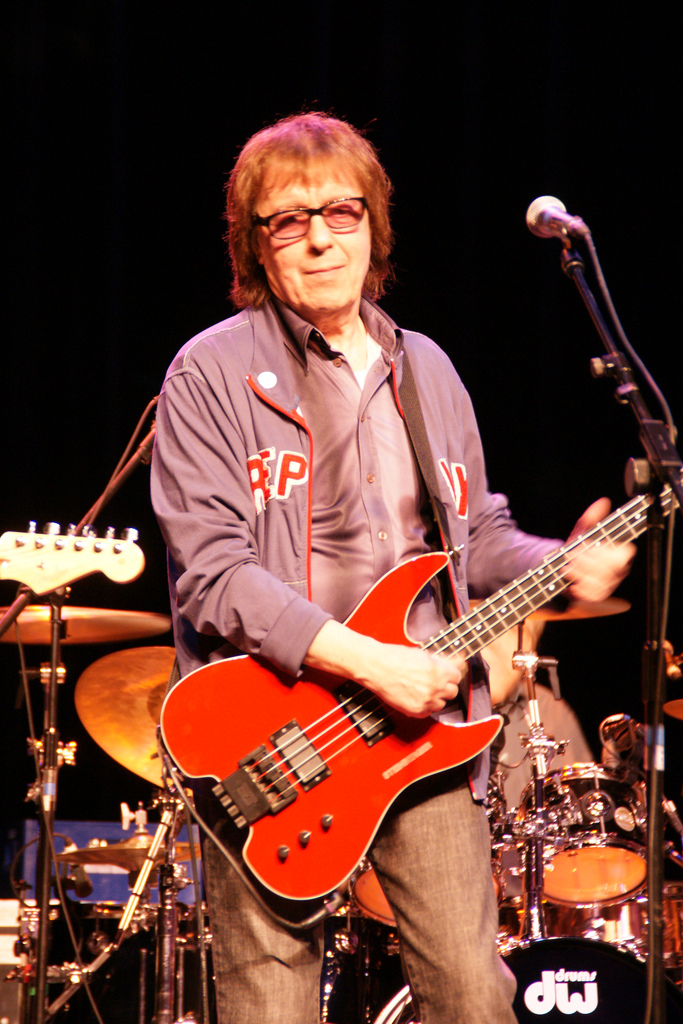
Вид назван в честь рок-музыканта Билла Уаймена

Largusoperla billwymani (лат.) — ископаемый вид веснянок рода †Largusoperla из семейства Perlidae. Бирманский янтарь (около 99 млн лет, меловой период): Мьянма.

## Этимология
Видовое название дано в честь Билла Уаймена (Bill Wyman), участника рок-группы The Rolling Stones.

## Описание
Мелкие веснянки, длина тела около 10,2 мм, длина переднего крыла 9,3 мм (ширина 2,5 мм). Отличается следующими признаками: очень большие парапрокты, шишковидный округлый hammer (выступ-молоточек на брюшке), тонкое тело, трапециевидная переднеспинка.
Вид Largusoperla billwymani был впервые описан в 2018 году чешским энтомологом Pavel Sroka (Biology Centre of the Czech Academy of Sciences, Institute of Entomology, Ческе-Будеёвице, Чехия) и немецким палеонтологом Arnold H. Staniczek (Department of Entomology, State Museum of Natural History Stuttgart, Штутгарт, Германия) по материалам из бирманского янтаря. Вместе с Electroneuria ronwoodi, Largusoperla charliewattsi, Largusoperla micktaylori и Largusoperla brianjonesi они включены в состав подсемейства Acroneuriinae (Perlidae).